# Xavier Dziekoński
Xavier Dziekonski (* 6. Oktober 2003 in Grajewo) ist ein polnischer Fußballspieler, der als Torwart spielt.

## Karriere

### Vereine
Dziekoński begann seine Vereinskarriere in den Jugendmannschaften von MOSP Białystok und Jagiellonia Białystok.
Sein Profidebüt gab er am 15. Juli 2020 in der Saison 2019/20 beim Spiel Jagiellonia Białystok gegen Śląsk Wrocław, welches man mit 2:1 gewann. Insgesamt kommt er bei Jagiellonia Białystok auf 28 Einsätze in der Ekstraklasa, wobei er 5 Spiele ohne Gegentor blieb und 46 Gegentore kassierte. Zusätzlich kam er auf 10 Einsätze in der 2. Mannschaft von Jagiellonia Białystok, die zu diesem Zeitpunkt in der 3. Fußball-Liga (Polen) der 4. Polnischen Liga spielte. Seine Bilanz nach 10 Spielen: 18 Gegentore und einmal ein Spiel ohne Gegentor.
Seit dem 12. Juli 2022 steht er beim Raków Częstochowa unter Vertrag. Bisher kam er dort in der 2. Mannschaft von Raków Częstochowa zu Einsätzen im Jahr 2022, bei denen er in 9 Spielen, 5 Spiele ohne Gegentor blieb und nur 4 Gegentore kassierte. Im Januar 2023 wechselte er auf Leihbasis zu Garbarnia Kraków bis zum 30. Juni 2023.  Dort kam er auf 15 Einsätze mit einer Bilanz von 27 Gegentoren und einem Spiel ohne Gegentor. Anschließend wechselte Xavier ebenfalls auf Leihbasis zu Korona Kielce, wo er die Mannschaft in der Saison 2023/24 unterstützt und Stammtorhüter ist. Er wird bis zum 30. Juni 2024 von Raków Częstochowa ausgeliehen. Anschließend wurde er fest von Korona Kielce verpflichtet und unterschrieb einen Vertrag bis zum 30. Juni 2026.

### Nationalmannschaft
Xavier Dziekonski hat für die polnische Polen U21-Nationalmannschaft gespielt und dabei ein Länderspiel bestritten. Sein Debüt auf Internationaler Bühne fand am 26. März 2021 gegen die Saudi-Arabien U21 statt, welches man mit 7:0 gewann.

## Erfolge
Raków Częstochowa
- Polnischer Meister: Saison 2022/23